# Chaetabraeus alluaudi
Chaetabraeus alluaudi är en skalbaggsart som först beskrevs av G. Müller 1944.  Chaetabraeus alluaudi ingår i släktet Chaetabraeus och familjen stumpbaggar. Inga underarter finns listade i Catalogue of Life.